# Filenis
Filenis de Samos (em grego clássico: Φιλαινίς; romaniz.: Philainís) foi, aparentemente, uma cortesã grega que viveu entre o século IV e III a.C.. Ela é comumente descrita como a autora de um manual sobre namoro e sexo. O poeta Escrião de Samos, negou que a sua compatriota Filenis foi realmente o autor do notório trabalho.